# Huawei Nova 2 Plus
Huawei Nova 2 Plus — смартфон з лінійки Huawei Nova, який був представлений компанією Huawei 16 червня 2017 року. «Старший брат» моделі Huawei Nova 2, від якої відрізняється лише розмірами, діагоналлю екрану, акумулятором та об'ємом внутрішньої пам'яті.
Телефон виконаний в металевому корпусі з дактилоскопічним датчиком і подвійною камерою на задній панелі. Апарат заряджається від USB Type-C і має фронтальну камеру з розділовою здатністю 20 МП.

## Апаратне забезпечення
Смартфон побудований на базі Hisilicon Kirin 659. Процесор власної розробки Huawei виходить на 16-нанометровому техпроцесі. Складається з восьми ядер Cortex-A53 — чотири потужних з частотою 2,36 ГГц і ще чотири з частотою 1.7 ГГц для роботи в режимі енергозбереження. Графічне ядро — Mali-T830.
Пристрій отримав 2.5D екран зі заокругленими гранями на IPS матриці. Діагональ 5,5", розділова здатність 1920х1080 (Full HD).
Внутрішня пам'ять складає 128 ГБ з можливістю розширення ще на 128 Гб за допомогою карти MicroSD, ОЗУ — 4 ГБ. Незнімний акумулятор 3340 мА/г з підтримкою технології швидкої зарядки.
Чип NFC в цій моделі відсутній.

## Програмне забезпечення
Huawei Nova 2 Plus працює на операційній системі Android 7.0 (Nougat) з графічною оболонкою EMUI 5.1.
Підтримує стандарти зв'язку: GSM/GPRS/EDGE (850/900/1800/1900 МГц), WCDMA/HSPA+ (850/900/1900/2100 МГц), LTE Cat.6 FDD (B1/3/4/7/8/20), TD (B38).
Бездротові інтерфейси: Wi-Fi 802.11 b/g/n (2,4 ГГц), Bluetooth 4.2.
Смартфон підтримує навігаційні системи: GPS, A-GPS, Глонасс, BDS. Обладнаний датчиком наближення, освітлення, магнітного поля, дактилоскопічним, акселерометром, гіроскопом та лічильником кроків.

## Синтетичні тести
|                                  | Huawei Nova 2(HiSilicon Kirin 659) * | Sony Xperia XA1 (MediaTek MT 6757) | HTC One X10(MediaTek MT6755) | Asus Zenfone 3(Qualcomm Snapdragon 625) | Nokia 5(Qualcomm Snapdragon 430) |
| -------------------------------- | ------------------------------------ | ---------------------------------- | ---------------------------- | --------------------------------------- | -------------------------------- |
| AnTuTu (v6.x)(больше — лучше)    | 60485                                | 61638                              | 50597                        | 63146                                   | 45287                            |
| GeekBench (v4.x)(больше — лучше) | 904/3513                             | 814/3518                           | 757/2071                     | 831/4092                                | 672/2867                         |

* — тестування проводились з молодшою моделлю Huawei Nova 2, апаратне забезпечення якої є ідентичним Huawei Nova 2 Plus.
|                                                      | Huawei Nova 2(HiSilicon Kirin 659) * | Sony Xperia XA1 (MediaTek MT 6757) | HTC One X10(MediaTek MT6755) | Asus Zenfone 3(Qualcomm Snapdragon 625) | Nokia 5(Qualcomm Snapdragon 430) |
| ---------------------------------------------------- | ------------------------------------ | ---------------------------------- | ---------------------------- | --------------------------------------- | -------------------------------- |
| 3DMark Ice Storm Sling Shot ES 3.1 (больше — лучше)  | 413                                  | 671                                | 421                          | 466                                     | 299                              |
| GFXBenchmark Manhattan ES 3.1(Onscreen, fps)         | 5,2                                  | 15                                 | 5                            | 6                                       | 10                               |
| GFXBenchmark Manhattan ES 3.1 (1080p Offscreen, fps) | 4,7                                  | 6                                  | 5                            | 6                                       | 4,6                              |
| GFXBenchmark T-Rex (Onscreen, fps)                   | 20                                   | 32                                 | 17                           | 22                                      | 20                               |
| GFXBenchmark T-Rex(1080p Offscreen, fps)             | 18                                   | 21                                 | 17                           | 23                                      | 16                               |

* — тестування проводились з молодшою моделлю Huawei Nova 2, апаратне забезпечення якої є ідентичним Huawei Nova 2 Plus.